# أون يور مارك
مسرح جيبلي التجريبي أون يور مارك (بالإنجليزية: On Your Mark)‏ هو فيديو موسيقي متحرك تم إنشاؤه بواسطة ستوديو غيبلي لأغنية «أون يور مارك» من قبل الثنائي الياباني لموسيقى الروك تشاج & أسكا، صدرت الأغنية عام 1994 كجزء من أغنية «القلب» المنفردة، في عام 1995، كتب هاياو ميازاكي وأخرج الفيلم القصير للأغنية كمشروع جانبي بعد أن واجه مع الأميرة مونونوكي كتلة الكاتب. مقطع الفيديو الموسيقي للأنمي غير خطي، حيث يقدم تكرارات متعددة ومشاهد بديلة لتصوير الأحداث. أضاف الفيديو الموسيقي مؤثرات صوتية إلى المسار الصوتي، لكنه لا يحتوي على حوار. أساء ميازاكي عن عمد تفسير كلمات الأغاني لتقديم رؤيته لعالم حيث يصبح السطح غير مضياف ويعيش البشر في مدينة تحت الأرض. لقد جعل الفيديو غامضًا لاستحضار تفسيرات إبداعية بين المشاهدين.
يتبع الفيديو الموسيقي رجلي شرطة يداهمان ويذبحان طائفة دينية ويجدون ملائكيًا فقط ليأخذوها بعيدًا ويوضعون في مختبر آمن. يطارد مصير «الملاك» الرجلان يضعان خطة ويقتحمان المختبر. هرب الثلاثة في شاحنة مدرعة، وسقطوا في الهاوية بعد محاولتهم تجاوز طائرة للشرطة على طول طريق ضيق ومعلق. بعد مونتاج للمشاهد السابقة، أطلقت الشاحنة المدرعة صواريخ فجأة على مجمع سكني، مما سمح لهم بالفرار. يهرب الثلاثة إلى السطح، متجاهلين علامات الإشعاع والخطر، ويظهرون بالقرب من مفاعل نووي مغلف، أطلق الرجلان سراح «الملاك» وحلقت في السماء.

## ملخص
يبدأ الفيديو بلقطات لقرية خالية، مليئة بالأعشاب والتابوت الحجري الخرساني لمفاعل نووي مغطى في الخلفية، عندما تبدأ الموسيقى يتحول المشهد إلى غارة للشرطة ليلية على غرار الخيال العلمي على غرار الجيش. تحطم عمليات نقل القوات الجوية المستقبلية عبر نوافذ برج تعلوه عيون عملاقة مضاءة بالنيون ويحتله المدافعون المسلحون، تبادل رجال الشرطة إطلاق النار والقنابل اليدوية مع رجال الدين الذين تصور أغطية رؤوسهم عينًا ضخمة. عندما بدأت الشرطة المنتصرة في فرز أجساد الطائفيين، وجد اثنان من رجال الشرطة ما يبدو أنه فتاة، مستلقية فاقد الوعي، بأجنحة كبيرة من الريش على ظهرها.
يتغير المشهد مرة أخرى، الآن إلى ضوء النهار الساطع والسماء الزرقاء. رجلان يقودان سيارة ألفا روميو جوليتا سبايدر باسو القديمة على طريق فارغ، عندما يساعد أحد الرجال الفتاة، تنشر جناحيها ويمسك يديها بينما تكتسب الثقة بدفعها، كانت محمولة في الهواء، لكنها تبدو مترددة وخائفة عندما يتركها.
يتحول المشهد مرة أخرى إلى اكتشاف الفتاة في البرج، ويتم الكشف عن هوية الرجلين لتكون هي نفسها من التسلسل السابق، يحملها الرجلان بحذر ويقدمان لها شيئًا تشربه. يصل فريق من العلماء يرتدون بدلات إشعاعية ويأخذون الفتاة بسرعة.
الرجلان يطاردهما المصير الذي ستعاني منه الفتاة ويضعان خطة لإنقاذها. اقتحموا المختبر وحرروها من الحبس، لكن تم إطلاق إنذارات المختبر، يهرب الثلاثة في شاحنة مدرعة ويقودون على طول طريق ضيق معلق فوق ما يبدو أنه مدينة مقببة بنيت في حفرة. تطارد حوامات الشرطة، ويأتي أحدهم منخفضًا جدًا على الطريق لعرقلة شاحنة الهاربين. ينهار الطريق عندما يحاول الأبطال شق طريقهم، مما يؤدي إلى سقوط الشاحنة. ترفض الفتاة المجنحة ترك أيدي رجال الإنقاذ، ويسقط الثلاثة في الهاوية.
فيما يلي مونتاج موجز للطلقات السابقة: اكتشاف الفتاة، الفتاة تحلق في السماء الزرقاء، الرجلان ينقذا الفتاة من المختبر ويسرقان الشاحنة، الشاحنة تنهار وسط حطام الطريق. لكن هذه المرة، لسبب غير مفهوم، تطلق الشاحنة محركات دفع مثبتة وتقوم برحلة قصيرة إلى جانب مبنى سكني. بعد هروبهم، شوهد الثلاثة في سيارة ألفا روميو جوليتا سبايدر باسو القديمة وهم يتسابقون عبر نفق مظلم أسفل اللافتات التي تحمل رموز الإشعاع وتقرأ (في كانجي) «احذر من ضوء الشمس» و «البقاء غير مضمون»، ثم يظهرون أخيرًا في وضح النهار. يمرون عبر أبراج التبريد النووية ولافتة كتب عليها «خطر شديد» ويستمرون في السير على الطريق.
يساعد أحد الرجال الفتاة، وهي تنشر جناحيها وترسم ابتسامة ممتنة؛ يقبّل يدها ويغمز الآخر في وداع. سرعان ما انجرفت إلى السماء باختصار، نرى منظرًا حضريًا رئيسيًا لمدينة ما وراء الأشجار. من منظور عين الطائر، نرى شكل السيارة ينحرف عن الطريق ويتباطأ حتى يتوقف على العشب.

## إنتاج
بدأ إنتاج الفيديو الموسيقي لأن ميازاكي كان يعاني من إعاقة الكاتب للأميرة مونونوكي ويحتاج إلى مشروع آخر لإلهائه. كتب ميازاكي وأخرج الفيديو الموسيقي لـ «أون يور مارك»، على الرغم من أن الأغنية صدرت سابقًا في عام 1994 كجزء من أغنية «هارت» المنفردة. على الرغم من شعبية العمل، أخبر توشيو سوزوكي هيلين مكارثي، المؤلفة البريطانية للعديد من الكتب المرجعية للأنمي، أن إستوديو غيبلي لم يركز بنسبة «100 بالمائة» على الفيديو الموسيقي.
في إنتاج الفيديو الموسيقي، جرب ميازاكي استخدام الرسوم المتحركة بالكمبيوتر لتكملة الرسوم المتحركة الخلوية التقليدية المرسومة باليد. في ذلك الوقت، لم يكن لدى إستوديو غيبلي قسم الكمبيوتر الخاص به وتم إسناد العمل إلى روابط شركة سي جي برودكشن، تحت إشراف هيدكي ناكونو وسيليكون غرافيكس وسوفت أيمج ثري دي وأبحاث ألياس. تم اعتماد التقنيات التي تم تعلمها في تجربة أون يور مارك لاحقًا لإنشاء برنسيس مونونوك. كان مدير الرسوم المتحركة ماساشي أندو. كان متعاون ميازاكي منذ فترة طويلة ميتشيو ياسودا مسؤولاً عن اختيار الألوان. تم إنشاء الخلفيات بواسطة كاذو اوجا، ظهر يوجي تاكيشيجي لأول مرة كمدير فني. لا يوجد حوار في الفيديو الموسيقي وقد تم تصميم الشرطيين بشكل فضفاض على غرار تشاج وأسكا.

## التحليل
كان القصد من الأسلوب غير الخطي والغامض والخفي المتعمد للفيديو الموسيقي هو تحفيز خيال المشاهدين وتفسيراتهم للفيديو الموسيقي."  قدم ميازاكي تفسيرًا للملاك على أنه "أمل" وقد يعني حماية الأمل بشكل متناقض "تركه يذهب حيث لا يمكن لأحد أن يلمسه". قام داني كافالارو، مؤلف الكتب المتعلقة بالأنمي، بالتأمل في هذا من خلال اقتراح أن الأمل يحتفظ بنقاوته وأصالته عندما يكون سريع الزوال، زائل ومراوغ. قد يسبب الأمل مجهودًا وربما ألمًا، لكن إنكار الأمل هو إنكار الجدوى أو الرؤية التي يوفرها. قال ميازاكي إنه في موقع الفيديو الموسيقي، يعيش البشر في مدينة تحت الأرض بعد أن تلوث سطح الأرض بالإشعاع، مما يخلق ملاذًا للطبيعة. لم يجد ميازاكي هذا أمرًا قابلاً للتصديق، لأن البشرية ستعاني على السطح بدلاً من ذلك. أساء ميازاكي عن عمد تفسير كلمات الأغاني ليعكس رؤية عالم مليء بالأمراض والإشعاع وردود فعل الناس على هذا العالم. وأشار بشكل غامض إلى أن رجلي الشرطيين قد لا يكونان قادرين على العودة إلى حياتهما القديمة، لكنه لم يقدم أي سبب وراء ذلك.
وأشار كافالارو إلى أن كلمات الأغنية تشمل «رويوكو  نو  كاذي»، والتي تُترجم إلى «الأنفلونزا» وهي أيضًا تعبير عن «إنفلونزا الموضة». فسرها المؤلف كذلك على أنها «أشعر دائمًا بالحاجة إلى بداية جديدة»  مما يشير إلى أن هذا قد يكون «قبولًا قاتمًا للقواعد الأيديولوجية والاقتصادية التي تصوغ حياتنا وفقًا لضرورة التقادم المخطط له، أو احتضان مأمول لآفاق حقيقية للتجديد والتغيير». اقترح كافالارو أنه على الرغم من المظهر الأنثوي لـ «الملاك»، إلا أنه يمكن أن يكون من «نظام خارق للطبيعة»، مما يجعل التمييز بين الجنسين أو الجنس غير ذي صلة. أشار ميازاكي إلى المخلوق الملائكي باسم «توري نو هيتو» أو «شخص الطائر» وهو لقب نوسيكا من فيلمه ناوسيكا أميرة وادي الرياح مانجا. أشار كافالارو إلى مراسلات بصرية أخرى لـ مطر الذكريات بالأمس مع البيئة الحضرية القمعية وحرية المساحات المفتوحة.
خلال سلسلة محاضراتهم في أبريل 1999 حول المانجا والأنيمي وأعمال ميازاكي في جامعة دالاس، ناقش باميلا جوسين، أستاذة الآداب والعلوم الإنسانية، والمدرب الضيف مارك هيرستون، عالم الأبحاث في مركز ويليام بي هانسون لعلوم الفضاء، على علامتك في محاضرتهم، "في كودا أون يور مارك و نوسيكا، ووجهت أوجه الشبه إلى قصة نوسيك، وشخصيتها الاسمية وخاتمة. فسر جوسين وهايرستون إطلاق الفتاة المجنحة في نهاية الفيديو على أنه أطلق ميازاكي تحرير شخصيته بطريقة تذكر بتحرير ويليام شكسبير الرمزي لشخصياته، من خلال إطلاق بروسبيرو لخادمه آرييل في مسرحيته The العاصفة. صدر المجلد الأخير من نوسيكا مانجا في يناير 1995 بدأ ميازاكي في إنشاء أون يور مارك في نفس الشهر.
سلط مكارثي الضوء على أوجه التشابه بين الأعمال المختلفة والحياة الواقعية الموجودة في الفيلم، مشيرًا إلى أن تسلسل افتتاح المدينة يمكن أن يكون تحية لأكيرا أو بليد رانر وأن الهجوم على الطائفة الدينية يمكن أن يكون انعكاسًا لحركة أوم شينريكيو.  ذكرت نوسيكا دوت نت أن الإنتاج حدث قبل مداهمة الشرطة في أعقاب هجوم بغاز السارين على مترو أنفاق طوكيو في مارس 1995. وأشار مكارثي أيضًا إلى أن معدات إزالة التلوث التي يستخدمها علماء الفيلم تشبه بطل بوركو روسو وأن مشهد الإنقاذ يذكرنا بالأميرة ليا في حرب النجوم. الهيكل المغلف أو «الصندوقي» في الفيلم هو تكريم لمحطة تشيرنوبيل للطاقة النووية التي تم دفنها بالخرسانة في أعقاب كارثة تشيرنوبيل.

## استقبال
تم استقبال الفيديو الموسيقي بشكل جيد وصفه الدكتور باتريك كولينز، وهو كاتب علمي، بأنه «أفضل فيلم خيال علمي قصير رأيته في حياتي.»  أشاد مكارتر من مجلة إكس باهتمام الفيلم بالتفاصيل التي جعلت العالم ينبض بالحياة. أشاد أنيمي ذيم بالفيديو الموسيقي وذهب إلى حد تبرير شراء جيبلي «جا أباي» شورت خاص لهذا الفيديو الموسيقي.

## إطلاق
تم إصدار الفيديو الموسيقي بشكل مسرحي مع همس القلب في 15 يوليو 1995،  استخدم تشاج & أسكا الفيلم أيضًا في الحفلات الموسيقية. تم إجراء أول عرض رسمي في حفل نادي المعجبين، الذي أقيم في ماكوهاري ميسه في تشيبا، في 29 يونيو 1995، ابتداءً من 5 يوليو 1995، تم عرض الفيديو لأداء الأغنية خلال جولة سوبر بيست 3 مهمة مستحيلة.  يضم نفس اللحن ولكن كلمات مختلفة عن أون يور مارك، تم تضمين «قلاع في الهواء» في الألبوم باللغة الإنجليزية صوت واحد: أغاني تشاج وأسكا. بسبب الطلب الشائع، أعيد إصدار أون يور مارك بشكل منفصل في اليابان على في إتش إس وليزرديسك، في 25 يوليو 1997. في 15 نوفمبر 2005، تم إصدار الفيلم على قرص دي في دي قصير قصير خاص بجيبلي «كل الأشياء جيبلي» مع تعيين الفيديو لتشغيل الأغاني الأصلية «أون يور مارك» أو «قلاع في الهواء». بعد القبض على أسكا (شيجياكي ميازاكي) من الثنائي الموسيقي تشاج وأسكا بتهمة حيازة المخدرات، أزالت والت ديزني ستوديوز هوم إنترتينمنت أون يور مارك من مجموعة أقراص دي في دي / بلو راي القادمة التي تحتوي على أعمال هاياو ميازاكي وتوقفت شحنات كل الأشياء شورت جيبلي الخاص. وفي 27 أكتوبر 2014، أعلن توشيو سوزوكي من إستوديو غيبلي على صفحة الويب الخاصة بالشركة أنهم أعادوا النظر في الموقف وسيقومون بإرسال أقراص بلو راي إلى مشتري مجموعة صندوق هاياو ميازاكي، طالما أنهم يستطيعون تقديم دليل على ذلك. شراء. في 10 أبريل 2019، أعلن والت ديزني اليابان عن إصدار بلو راي ودي في دي لـ جيبلي «جا أباي» شورت خاص 1992-2016، وهو إصدار موسع من كل الأشياء شورت جيبلي الخاص يتضمن العناوين التي تم إصدارها بعد 2005. يوجد على القرص الخاص بك على القرص، وتم إصداره في 17 يوليو 2019.

## روابط خارجية
- On Your Mark  في قاعدة بيانات الأفلام على الإنترنت (بالإنجليزية)
- On Yua Mâku في قاعدة بيانات الرسوم المتحركة الكبيرة
- On Your Mark (أنمي) في شبكة أخبار الأنمي